# سونيك برايم
سونيك برايم (بالإنجليزية: Sonic Prime)‏ هو مسلسل رسوم متحركة تلفزة عبر الإنترنت مبنية على سلسلة ألعاب فيديو القنفذ سونيك من إنتاج شركة سيجا أمريكا ونيتفليكس الرسوم المتحركة ووايلدبرين ستوديو ومان أوف اكشن إنترماينت. تم إصدار المسلسل في 15 ديسمبر 2022 على منصة نتفليكس ، ويتضمن 8 حلقات في موسمه الأول و تم إصدار الموسم الثاني ، الذي يضم أيضًا 8 حلقات ، في 13 يوليو 2023 و تم بث الموسم الثالث والأخير في 11 يناير 2024.

## قصة
خلال معركة مع الدكتور إغمان ، يدمر سونيك بشكل متهور قطعة أثرية تسمى "موشور برادوكس" ، الذي يحطم الكون ويرسله هو وأصدقاؤه عبر أبعاد متوازية تسمى "الفضاءات المتشظية". سعيًا لاستعادة الكون وإنقاذ أصدقائه ، يسابق سونيك عبر "الفضاءات المتشظية" ، ويقابل نسخًا بديلة من أصدقائه و النسخة الحقيقية من القنفذ شادو أثناء محاربة مجلس الفوضى ، وهو مجموعة من الديكتاتوريين تتكون من خمسة إصدارات بديلة من دكتور اغمان.

## الشخصيات
- القنفذ سونيك
- مايلز تيلز براور
- ناكلز النضناض
- آيمي روز
- الخفاشة روج
- دكتور إغمان
- القنفذ شادو
- الهر بيغ